# Marcin Zawada
Marcin Zawada (26 marzo 1981) è uno schermidore polacco, specializzato nel fioretto. Ha vinto una medaglia di bronzo ai Campionati mondiali di scherma.